# Che fare? (Tolstoj)

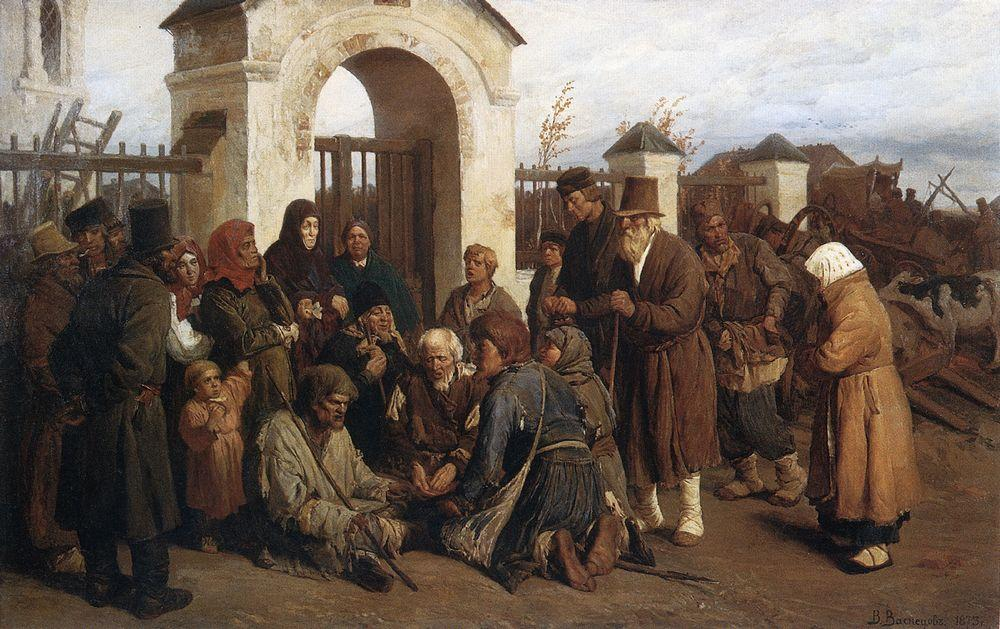
Povertà in Russia (Olio di V. Vasnecov, 1873)

Che fare? (in russo Так что же нам делать??, Tak čto že nam delat’?) (letteralmente: "Che cosa dobbiamo fare?"), è un saggio politico e filosofico di Lev Tolstoj, pubblicato nel 1886, avente per argomento la povertà.

## Storia

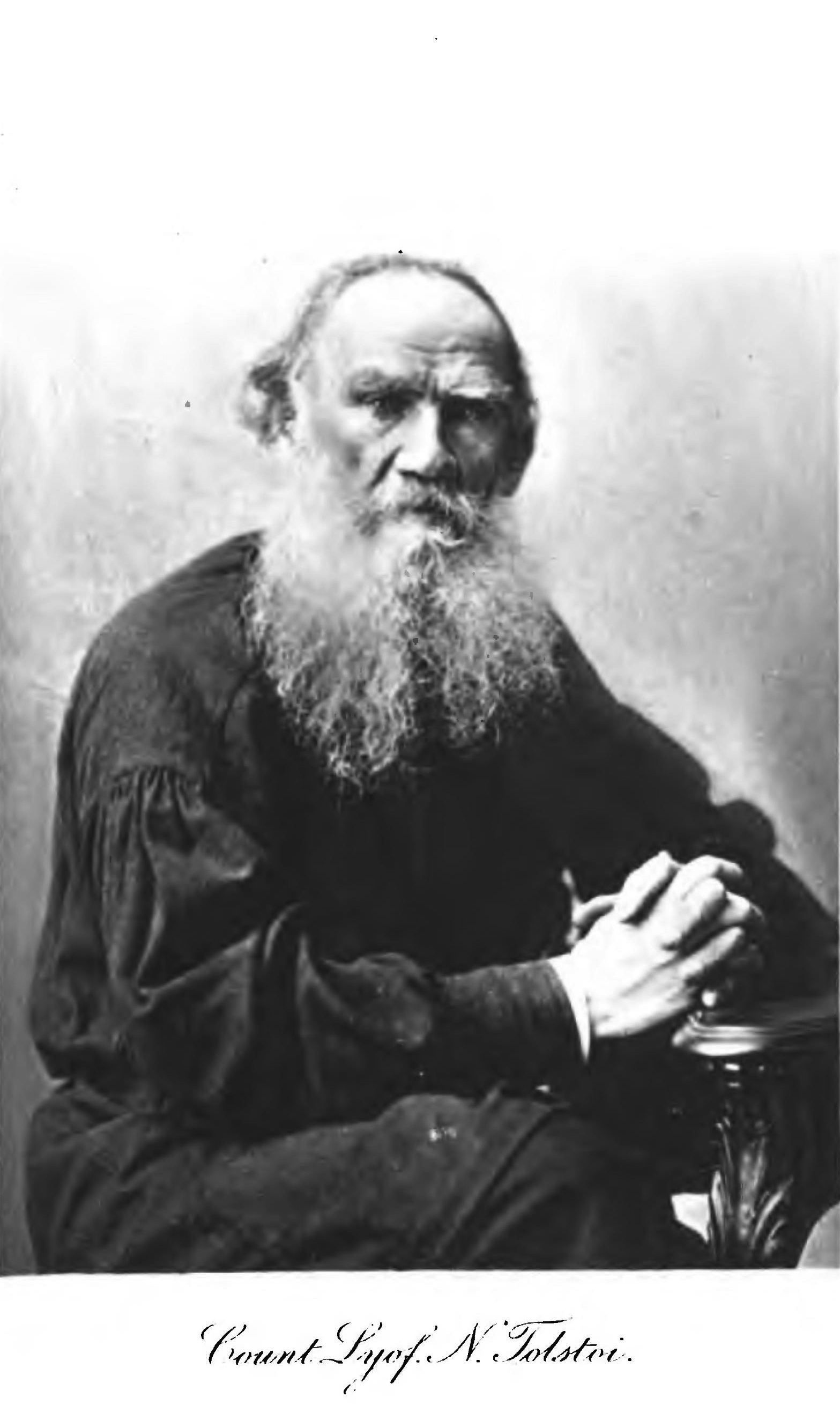
Ritratto di Lev Tolstoj (1884 circa)

Il saggio fu scritto da Tolstoj fra il 1882  (o il 1884) e il 1886. Occasione del saggio fu l'incontro di Tolstoj con la povertà cittadina protocapitalistica. Dal 1881 la famiglia Tolstoj trascorse gli inverni a Mosca. Dal 23 al 25 gennaio 1882 Tolstoj prese parte, con altri volontari, al censimento della popolazione di Mosca, venendo così in contatto diretto con le fasce sociali più povere. Il saggio fu pubblicato dapprima in quattro puntate sulla rivista liberale russa Russkoe bogatstvo diviso in tre parti intitolate nell'ordine «Žizn’ v gorode» (Vita in città), «Iz vospominanij o perepisi» (Dati del Censimento) e «Derevnâ i gorod» (Campagna e città). Nello stesso anno fu pubblicato in volume a Ginevra dall'editore Èlpidin in edizione parziale col titolo in russo Какова моя жизнь?, Kakova moâ žizn’ ("Qual è la mia vita"); lo stesso editore pubblicò nel 1889 l'edizione integrale col titolo definitivo. Fu pubblicato in Russia solo nel 1906 dalla Posrednik (Il mediatore), una casa editrice moscovita fondata nel 1884 per iniziativa di Čertkov, di Birjukov e dello stesso Tolstoj.

## Trama
Il saggio è diviso in 40 capitoli. Dapprima Tolstoj descrive le sue impressioni alla vista dei numerosi poveri incontrati a Mosca e alla luce delle indagini sulla povertà nell'Impero russo. Differentemente che in campagna, dove i poveri chiedono apertamente aiuto, nelle città russe i poveri evitano il più possibile di mostrarsi al resto della popolazione: la mendicità è infatti proibita per legge e i poveri sono vessati dalle classi dirigenti e dall'apparato statale. Tolstoj esamina successivamente le teorie sulla genesi della povertà e sui rimedi proposti per prevenirla o risolverla; non risparmia critiche alle teorie in auge alla fine del XIX secolo, comprese le teorie relative all'economia, alla politica, alla ricerca scientifica e all'arte. Infine Tostoj fornisce delle risposte di ordine soprattutto morale ed esistenziale: non mentire a se stessi, rinunciare al riconoscimento dei propri meriti e delle proprie caratteristiche, e riconoscere al contrario le proprie mancanze; considerare il lavoro, qualsiasi lavoro, l'attività obbligatoria di ciascun individuo; adoperarsi a sostentare la vita umana, la  propria e quella degli altri.
Il saggio di Tolstoj presenta in epigrafe tre citazioni evangeliche relative al problema della povertà materiale. In particolare, nella prima citazione appare la domanda che dà il titolo al saggio. In precedenza, nel 1862, in Russia era stato pubblicato un altro famoso testo intitolato "Che fare?", ossia il romanzo di Černyševskij, e un altro famoso "Che fare?", il saggio di Lenin, sarà pubblicato nel 1902. Quest'ultimo si rifece espressamente al "Che fare?" di Tolstoj «debitamente apprezzandone il vigore e la convinzione della denuncia nonostante le sue riserve sul personaggio dell'autore». Il saggio di Tolstoj ebbe inoltre una notevole influenza sul pensiero di Gandhi e sul Jack London de Il popolo degli abissi.

## Edizioni
- L. Tolstoi, Quel che si deve fare, Genova: Libreria moderna, 1902
- Lev Tolstoj, Che fare?; traduzione di Luisa Capo; con uno scritto di Francesco Leonetti, Collezione Collana dei cento fiori, Milano: Mazzotta, 1979, ISBN 88-202-0250-6
- Lev Nikolaevič Tolstoj, Che fare, dunque?; traduzione di Flavia Sigona, Roma: Fazi editore, 2017, ISBN 978-88-9325-163-1